# Joseph-Marie Trịnh Văn Căn
Joseph-Marie Trịnh Văn Căn (19 maart 1921 – 18 mei 1990) was een Vietnamees kardinaal-priester.

## Biografie
In 1949 werd hij tot priester gewijd. In 1978 werd hij geïnstalleerd als aartsbisschop van Hanoi door paus Johannes-Paulus II. In 1979 volgde zijn installatie tot kardinaal-priester. 
Hij overleed in 1990 op 69-jarige leeftijd. 